# Stipiturus malachurus
El maluro meridional o ratona emú sureña (Stipiturus malachurus) es una especie de ave paseriforme de la familia Maluridae nativa de Australia y Tasmania. Habita en bosques templados y vegetación arbustiva de tipo mediterráneo.

## Taxonomía

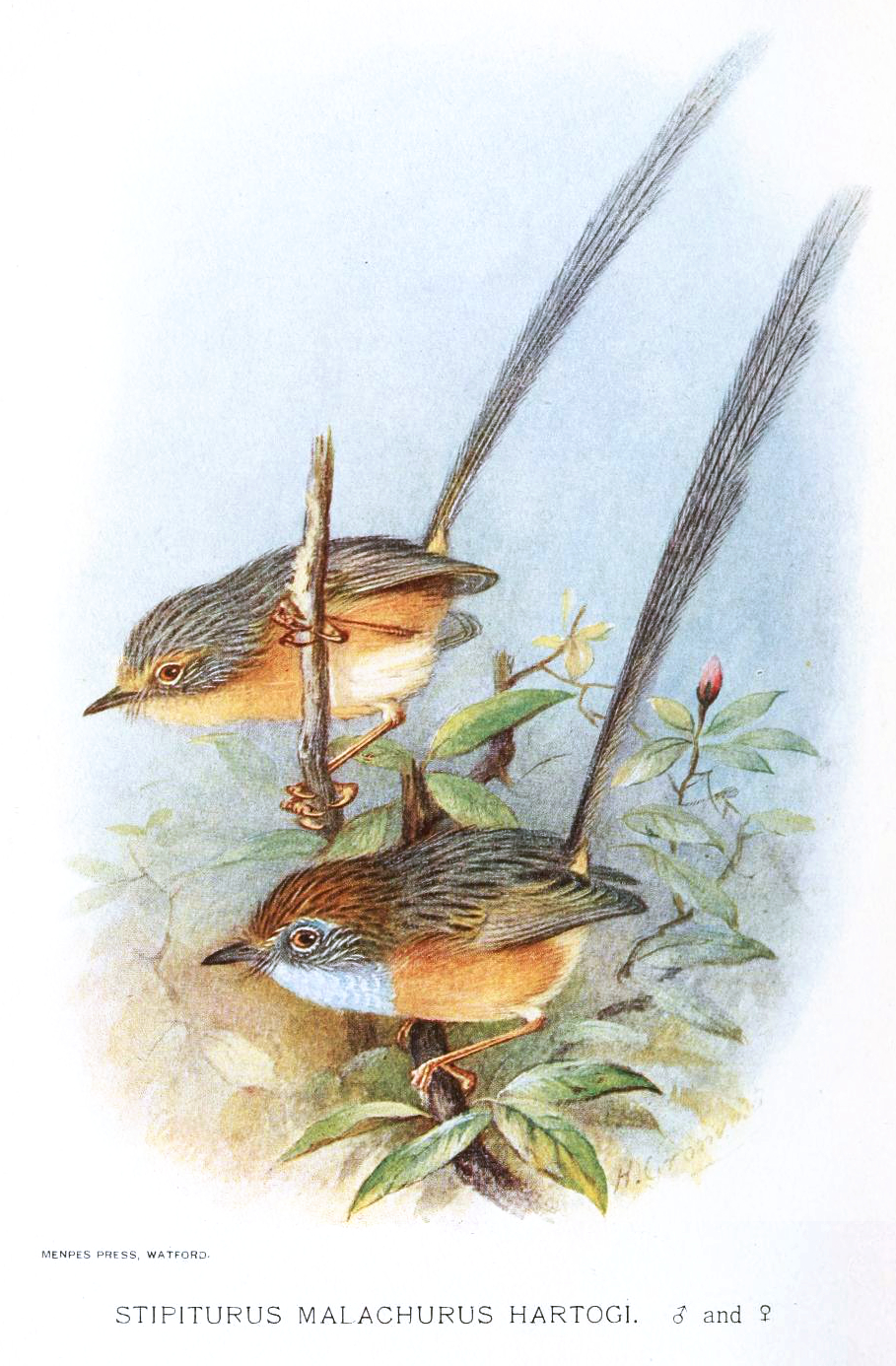
Ilustración de un macho (primer plano) y una hembra

Es una de las tres especies en el género Stipiturus, comúnmente conocidas como ratonas emú, son encontradas a través de Australia meridional y central. Fue descrita por el naturalista George Shaw en 1798 como Muscicapa malachura, de un ejemplar recolectado en el distrito Port Jackson (Sídney). El nombre de la especie se deriva del griego antiguo ouros "cola". Veillot definió el género Malurus y se colocó el maluro meridional dentro de éste, dándole el nombre Malurus palustris. Su nombre vulgar se deriva de las plumas de la cola, que se asemejan a las plumas del emú.

## Subespecies
Hasta once subespecies han sido descritas, pero actualmente solo se reconocen ocho:
- S. m. malachurus (Shaw, 1798)– en el este y sureste de Australia.
- S. m. littleri Mathews, 1912– Tasmania.
- S. m. polionotum Schodde & Mason, 1999– sur y sureste de Australia
- S. m. intermedius Ashby, 1920– montes Lofty.
- S. m. halmaturinus Parsons, 1920– isla Canguro.
- S. m. parimeda Schodde & Weatherly, 1981– sur de la península de Eyre.
- S. m. westernensis Campbell, AJ, 1912– suroeste de Australia.
- S. m. hartogi Carter, 1916– isla Dirk Hartog.

## Descripción
Los machos adultos tienen las partes superiores de color marrón oxidado con rayas negras, la corona rojiza y las alas de marrón grisáceo. Tiene la garganta la parte superior del pecho y una lista ocular de color azul cielo. La cola es el doble de la longitud del cuerpo, y está compuesta por seis plumas filamentosas, de los cuales, las dos centrales son más largas que las laterales. Las partes inferiores son de color marrón rojizo, siendo más pálidas en el vientre. El pico es negro y las patas y los ojos son de color marrón. La hembra es más rayada oscura y carece del plumaje azul y de la corona rojiza. El pico es de color marrón con una base gris pálido.